# Alokowalność
Alokowalność – cecha obiektów programistycznych. Obiekt (zmienna, tablica, struktura czy inna struktura danych) alokowalny to taki, który może zostać utworzony (oznacza to przydzielenie obszaru w pamięci operacyjnej) i usunięty (oznacza usunięcie z pamięci) w trakcie działania programu komputerowego. Jest to cecha wszystkich obiektów w językach niskiego i średniego poziomu – języki wysokiego poziomu posiadają ją w różnym stopniu.
Np. w języku Fortran alokowalność pojawiała się w różnych rozszerzeniach języka w Fortranie 77, na stałe została wprowadzona przez standard języka Fortran 90.